# باشگاه فوتبال قنیطره
باشگاه فوتبال قنیطره (عربی: النادی القنیطری) یک باشگاه فوتبال در کشور مراکش است.
این باشگاه که در شهر قنیطره قرار دارد در سال ۱۹۳۸ میلادی تأسیس و سابقه ۴ قهرمانی در لیگ دسته اول فوتبال مراکش و یک قهرمانی در جام حذفی فوتبال مراکش در کارنامه دارد.